# Винклер, Альфонс Фёдорович
Альфо́нс Фёдорович Ви́нклер (30 мая 1888, Рига — 15 сентября 1956, Москва) — один из первых русских кинооператоров.

## Биография
Родился в семье прибалтийских немцев, в 1890 году с семьёй переехал в Москву.
С 1905 года работал учеником электротехника, с 1907 — сотрудником Московского отделения французского акционерного общества кинофирмы «Gaumont», с 1908 — в кинофирме «Топорков и Ко». С 1908 года работал кинооператором.
С 1918 года работал оператором в Московском кинокомбинате, находившемся в ведении Наркомпроса РСФСР, где осуществлял документальные киносъёмки, вошедшие впоследствии в лениниану. Снимал также и художественные фильмы, выступал в качестве фотографа. Одновременно с 1923 года владел фотоателье «Рембрандт» на Сретенке (дом 21), где одно время у него работал Аркадий Шайхет.
В 1928—1931 годы по направлению Наркомвнешторга СССР находился в Германии в качестве специалиста по фото- и киноделу; занимался закупками кино- и фотооборудования, проверял работу заграничных отделений Торгпредства, выезжал в Италию, Францию и Бельгию.
С 1931 года в качестве организатора и фотографа сотрудничал с Московским авиационным заводом № 39 имени Менжинского, Государственным авиационным заводом № 1, парашютным заводом (в Тушино), работал в опытном воздухоплавательном дивизионе ВВС РККА.
21 сентября 1937 года, после того, как он стал свидетелем неудачного испытания стратостата «СССР-3», был арестован по подозрению в шпионаже; содержался в Бутырской тюрьме. Вины не признал; 29.12.1937 особым совещанием при НКВД СССР по статье 58 п.6 УК РСФСР приговорён к 10 годам заключения, которое отбывал в Карлаге.
После освобождения жил в Александрове. 20 ноября 1948 года был повторно арестован за антисоветскую деятельность. Приговорён к 10 годам заключения, которое отбывал в колонии-поселении в Красноярском крае (дер. Борки Дзержинского района). Реабилитирован в 1956 году.
Вернулся в Москву в начале 1956 года; умер через полгода после освобождения. Похоронен на Введенском кладбище в Москве (23-й участок).

### Семья
Отец — Фёдор Фридрих (Франц Иванович / Иоганович) Винклер (1843—1919), работал в Московской пожарной команде; похоронен на Введенском (Немецком) кладбище Москвы.
Мать — Теофиле Ивановна Винклер (урождённая Эфром; ? — 1919).
Брат — Готфрид (1878 — ?).
Сёстры:
- Иоганна-Юлиана (в замужестве Анна Фёдоровна Соколова),
- Ольга (в замужестве Блюменау);
- Августа (в замужестве Бородатова).

Жена:
- в первом браке — Людмила[3];
- во втором браке (с 1921[источник не указан 3026 дней]) — Александра[3] Викторовна Сидельникова (1902 — ?)[источник не указан 3026 дней].

## Творчество
Первая самостоятельная работа в качестве оператора — документальная хроника «Похороны экзарха Грузии архиепископа Никона в г. Владимире», а также празднование 50-летия наместника Кавказа графа Воронцова-Дашкова. Сведений о сохранности этих кино-материалов нет.
Первый игровой фильм снял в 1910 году — «Жизнь и смерть Пушкина».
Далее последовали «Драма в кабаре футуристов № 13» (1914; снимались поэты и художники объединения «Ослиный хвост»: Наталья Гончарова, Михаил Ларионов, Владимир Маяковский, братья Владимир, Давид и Николай Бурлюки, Борис Лавренёв), «Царь Иван Васильевич Грозный» (1915; актёрский дебют Ф. И. Шаляпина и М. И. Жарова), «Жизнь и смерть лейтенанта Шмидта», «Убитая жизнью» (1926). В 1918—1921 годы осуществил киносъёмки В. И. Ленина, позднее снимал первомайскую демонстрацию на Красной площади и военный парад с участием М. В. Фрунзе, С. М. Кирова, В. М. Молотова, К. Е. Ворошилова, И. В. Сталина.
Автор литографий в рекламных «Альбомах сарпинок» саратовских фабрикантов торгового дома «Андрей Бендеръ и Сыновья».
Публиковал семейные, бытовые, спортивные и другие фотографии в журналах и газетах (в частности, в «Известиях»).

### Фильмография
| Год  |     | Название                                                                | Примечание |
| ---- | --- | ----------------------------------------------------------------------- | --- |
| 1908 | док | Похороны экзарха Грузии архиепископа Никона в г. Владимире              | сведений о сохранности нет |
| 1908 | док | съёмки празднования 50-летия наместника Кавказа графа Воронцова-Дашкова | сведений о сохранности нет |
| 1910 | ф   | Жизнь и смерть Пушкина                                                  | хранится в Госфильмофонде |
| 1913 | док | Зоологический сад в Петербурге                                          | 4 мин; сведений о сохранности нет |
| 1914 | ф   | Драма в кабаре футуристов № 13                                          | утрачен |
| 1915 | ф   | Царь Иван Васильевич Грозный                                            | сведений о сохранности нет |
| 1916 | ф   | Чья вина                                                                | утрачен |
| 1917 | ф   | Забубённая головушка                                                    | утрачен |
| 1917 | ф   | Жизнь и смерть лейтенанта Шмидта                                        | сведений о сохранности нет |
| 1918 | ф   | Изломы жизни                                                            | утрачен |
| 1921 | док | Киносъёмки В. И. Ленина (1918—1921)                                     | В. И. Ленин на Ходынском поле, на территории Кремля с В. Д. Бонч-Бруевичем, на открытии памятника К. Марксу и Ф. Энгельсу в Москве, на похоронах М. Т. Елизарова, М. Я. Свердлова. В. И. Ленин среди делегатов второго Конгресса Коминтерна. Беседа В. И. Ленина в Кремле с американским экономистом Христенсеном. |
| 1924 | ф   | Как Петюнька ездил к Ильичу                                             | (о воспитаннике детского дома, который узнав о смерти В. И. Ленина, самостоятельно добирается до Москвы, чтобы попрощаться с вождём мировой революции) |
| 1925 | ф   | Морока                                                                  | оператор |
| 1926 | ф   | Бывшие люди / Когда оживает сталь                                       | оператор |
| 1926 | ф   | Проститутка / Убитая жизнью                                             | оператор |
| 1926 | ф   | Сар-Пигэ / Женщина / Зора                                               | Чувашкино; утрачен |
| 1927 | кор | Петька, Митька и Чемберлен                                              | режиссёр, оператор; сведений о сохранности нет |
| 1927 | ф   | Мабул                                                                   | по мотивам повести Шолом-Алейхема «Кровавый поток» |
| 1935 | док | Под знаменем труда : киножурнал в 2-х ч. (1934—1935)                    | (первомайская демонстрация на Красной площади; военный парад с участием М. Фрунзе, С. Кирова, В. Молотова, К. Ворошилова, И. Сталина; присяга красноармейцев на Красной площади; физкультурный парад в Москве) |

## Награды
- Благодарность от Торгпреда СССР в Германии (12.12.1929) — за усердную работу по изучению рынка и проявлению инициативы в борьбе за снижение цен на покупаемое отделом оборудование для советской промышленности[источник не указан 3026 дней].
- Почётная грамота Краснознаменного завода № 39 им. Менжинского — за самоотверженную работу в деле выполнения заданий 4-го завершающего[источник не указан 3026 дней].

## Адреса
1937 — Москва, Садовая ул., 1/12.
1948 — Александров, 2-й Стрелецкий пер., 7.

## Память
В рамках мероприятий Года российского кино 22 ноября 2016 года на тематическом вечере в балашихинском историко-краеведческом музее была представлена история жизни и творчества А. Ф. Винклера.